# حكيم بن سيف
حكيم بن سيف بن حكيم الأسدي مولاهم أبو عمرو الرقي. راوي حديث نبوي صدوق.

## روايته للحديث النبوي
- روى عن: عبيد الله بن عمرو وعيسى بن يونس وأبي المليح وأبي معاوية.
- روى له : النسائي في «اليوم والليلة بواسطة» زكرياء السجزي وأبو زرعة وأبو داود والحسن بن سفيان وبقي بن مخلد وأبو الأحوص قاضي عكبراء وعلي بن الجنيد الرازي وجماعة.
- الجرح والتعديل قال أبو حاتم الرازي: لا بأس به هو شيخ صدوق يكتب حديثه ولا يحتج به ليس بالمتين، وقال ابن حجر العسقلاني: صدوق، وقال ابن عبد البر الأندلسي: شيخ صدوق لا بأس به عندهم، وقال شمس الدين الذهبي: ثقة